# Hercule (Disney)
Pour les articles homonymes, voir Hercule (homonymie).
Hercule est un personnage de fiction qui est apparu pour la première fois dans le long métrage d'animation Hercule sorti en 1997. Il  est inspiré du personnage d'Héraclès de la mythologie grecque. Le personnage apparaît par la suite dans la série télévisée, Hercule.

## Description
Hercule est un jeune garçon, fils des dieux de l'Olympe, enlevé et transformé en demi-mortel par son oncle, le terrible Hadès.
Il cherche en vain à prouver à son père, le grand Zeus, qu'il peut devenir quelqu'un, plus particulièrement qu'il peut réussir à être un héros et par ce fait, ne plus causer du tort aux gens mais les aider. Bien qu'il possède une force surhumaine, Hercule semble néanmoins avoir un sens aigu pour s'attirer les ennuis et une maladresse à toute épreuve. Il décide donc d'aller trouver Philoctète, l'entraîneur des héros les plus légendaires, afin qu'il s'occupe de lui. Celui-ci accepte (contraint et forcé) et fait de lui un grand héros…
Après avoir combattu les monstres envoyés par Hadès, en particulier, l’hydre de Lerne, Hercule devient la star en Grèce. Désormais le jeune adolescent maladroit est devenu célèbre, riche et musclé. Il s’estime être un véritable héros, mais est fortement perturbé quand Zeus lui dit qu'il ne l’est pas encore tout à fait. Mégara, sous les ordres d’Hadès, l’aguiche sans penser qu’elle aussi pourrait tomber amoureuse. Philoctète, qui comprend que Mégara se joue de lui, le met en garde. Hercule ne le croit pas et tombe dans le piège. Il fait un pacte avec Hadès consistant à renoncer à sa force durant 24h (le temps de conquérir l’Olympe). Hadès lui révèle le rôle qu’avait Mégara dans son plan machiavélique et envoie, ensuite, un cyclope afin de tuer Hercule. Sans sa force surhumaine, Hercule est  malmené, mais, grâce à son intelligence, il triomphera du monstre. Un pilier, tombé sur Mégara lors de la chute du cyclope, poussera Hercule à aller chercher l’âme de sa bien-aimée aux Enfers.
Avant de sauver Mégara, il anéantit les Titans. Après avoir sauvé tous les dieux grecs, il se voit invité par son père à vivre sur le mont Olympe (ce qui, à l’origine, était son plus cher désir). Il décide néanmoins de vivre sa vie sur terre comme un homme et estime qu’une vie même immortelle sans Mégara ne vaudrait pas la peine d’être vécue...

## Interprètes
- Voix originale : Tate Donovan (voix parlée) ; Roger Bart (chant) ; Josh Keaton (jeune Hercule)
- Voix allemande : Til Schweiger
- Voix française : Emmanuel Garijo (voix parlée) ; Emmanuel Dahl (chant)
- Voix espagnole : Sergio Zamora
- Voix italienne : Raoul Bova
- Voix japonaise : Masahiro Matsuoka
- Voix latino-américaine : Ricky Martin
- Voix québécoise : Antoine Durand (voix parlée) ; Joël Legendre (chant) ; Hugolin Chevrette (jeune Hercule)

## Chansons
- Gospel Pur I, II et III (Gospel Truth (Trilogy))
- Le Monde qui est le mien ou Je crois en mon destin au Québec (Go the Distance ou No Importa la Distancia pour la version de Ricky Martin)
- Mon Dernier Espoir (One Last Hope)
- Jamais je n'avouerai (I won't Say i'm in love )
- De Zéro en Héros ou Zéro à héros au Québec (Zero to Hero)
- Une étoile est née (A Star Is Born)
- Shooting Star (générique de fin interprété par le boys band Boyzone)
- Sentimentale (I won't Say (I'm in Love), version des crédits)
- Superstar(superstar)

## Autour du personnage
- Une suite de Hercule avait été programmé mais n'a jamais vu le jour. L'histoire se basait sur l'enlèvement de Hélène l'ami d'enfance de Hercule pendant la guerre de Troie. Hercule et Mégara devaient être également les parents d’une petite fille prénommée Hebe. Le développement du projet a été interrompu dans les années 2000.
- Les animateurs responsables du personnage sont Andreas Deja[1] (Hercule adulte) et Randy Haycock (Hercule bébé et jeune).
- Le film prend quelques libertés avec le mythe original : Alcmène n'est plus la véritable mère d'Hercule (Héra dans le film), mais seulement sa mère nourricière. Dans la légende, celle-ci est abusée et séduite par Zeus, qui a pris l'apparence de son mari, Amphytrion.
- Sur la carte de paiement d'Hercule, on peut lire VI V XI XIV XV XVI IV, ex. IV M BC, membre depuis I M BC, ce qui signifie « 6 5 11 14 15 16 4, expire avril 1000 avant Jésus-Christ, membre depuis janvier 1000 avant Jésus-Christ ».
- Lorsque Hercule se fait peindre sur un vase avec une peau de lion sur le dos, on peut remarquer que cette peau est celle de Scar, le méchant principal du Roi Lion (1994). Il est possible que ce soit un clin d'œil de l'animateur Andreas Deja supervisant le personnage de Scar, qui était également l'animateur chargé de superviser Hercule.
- Hercule est apparu dans la série télévisée Disney's tous en boîte[2].
- Hercule, Mégara et les Muses apparaissent dans Fantasmic! de Walt Disney World Resort comme des héros notables, tandis que Hadès est l'un des principaux méchants du spectacle.
- Hercule a son propre spectacle de Disney Cruise Line et apparaît quotidiennement à Walt Disney Parks and Resorts.
- Le film s'est beaucoup inspiré de la popularité d'Elvis Presley. Ex : les hordes de fans, les dérivés (poupées, boissons, chaussures, billets, statues), la résidence d'Hercule rappelant Graceland et aussi le comportement de Phil face à la popularité d'Hercule rappelant la relation avec Elvis et le colonel Parker.[réf. nécessaire]